# Bundesliga de 2017–18
A Bundesliga de 2017–18 foi a 55ª edição da primeira divisão do futebol alemão.
Ao final dessa temporada, o Bayern de Munique sagrou-se campeão pelo sexto ano seguido, vencendo o Augsburg por 4–1. Enquanto o Hamburgo foi rebaixado pela primeira vez em sua história.

## Regulamento
Os 18 clubes se enfrentarão em jogos de ida e volta no sistema de pontos corridos. O clube que somar o maior número de pontos será declarado campeão. Além do campeão, os 2º e 3º colocados garantirão vagas na UEFA Champions League. O 4º colocado terá que disputar a preliminar da competição europeia. Já os 5º e 6º colocados se classificarão à UEFA Europa League.
Por outro lado, os últimos dois colocados serão rebaixados à 2. Bundesliga. O 16º colocado, por sua vez, disputará play-off contra o 3º colocado da 2. Bundesliga para saber quem jogará à elite na temporada seguinte.

### Critérios de Desempate
- Maior saldo de gols;
- Maior número de gols pró;
- Confronto direto.

## Participantes
| Equipe                   | Cidade          | Treinador           | Capitão           | Estádio (mando)     | Capacidade | Material Esportivo |
| ------------------------ | --------------- | ------------------- | ----------------- | ------------------- | ---------- | ------------------ |
| Augsburg                 | Augsburgo       | Manuel Baum         | Daniel Baier      | SGL Arena           | 30.660     | Nike               |
| Bayer Leverkusen         | Leverkusen      | Heiko Herrlich      | Lars Bender       | BayArena            | 30.210     | Jako               |
| Bayern de Munique        | Munique         | Jupp Heynckes       | Manuel Neuer      | Allianz Arena       | 75.000     | Adidas             |
| Borussia Dortmund        | Dortmund        | Peter Stöger        | Marcel Schmelzer  | Westfalenstadion    | 81.359     | Puma               |
| Borussia Mönchengladbach | Mönchengladbach | Dieter Hecking      | Lars Stindl       | Borussia-Park       | 54.010     | Kappa              |
| Eintracht Frankfurt      | Frankfurt       | Niko Kovač          | Alexander Meier   | Commerzbank-Arena   | 51.500     | Nike               |
| SC Freiburg              | Friburgo        | Christian Streich   | Julian Schuster   | Mage Solar Stadion  | 24.918     | Hummel             |
| Hamburgo SV              | Hamburgo        | Christian Titz      | Gotoku Sakai      | Volksparkstadion    | 57.000     | Adidas             |
| Hannover 96              | Hannover        | André Breitenreiter | Edgar Prib        | HDI-Arena           | 49.200     | Jako               |
| Hertha Berlin            | Berlim          | Pál Dárdai          | Vedad Ibišević    | Olympiastadion      | 74.244     | Nike               |
| Hoffenheim               | Sinsheim        | Julian Nagelsmann   | Eugen Polanski    | Rhein-Neckar-Arena  | 30.150     | Lotto              |
| Köln                     | Colônia         | Stefan Ruthenbeck   | Matthias Lehmann  | RheinEnergieStadion | 50.000     | Erima              |
| Mainz 05                 | Mogúncia        | Sandro Schwarz      | Stefan Bell       | Coface Arena        | 34.000     | Lotto              |
| RB Leipzig               | Leipzig         | Ralph Hasenhüttl    | Willi Orban       | Red Bull Arena      | 44.345     | Nike               |
| Schalke 04               | Gelsenkirchen   | Domenico Tedesco    | Ralf Fährmann     | Veltins-Arena       | 61.973     | Adidas             |
| VfB Stuttgart            | Estugarda       | Tayfun Korkut       | Christian Gentner | Mercedes-Benz Arena | 60.449     | Puma               |
| Werder Bremen            | Bremen          | Florian Kohfeldt    | Zlatko Junuzović  | Weserstadion        | 42.100     | Nike               |
| Wolfsburg                | Wolfsburg       | Bruno Labbadia      | Ignacio Camacho   | Volkswagen Arena    | 30.000     | Nike               |

### Mudanças de treinadores
| Equipe            | Antecessor       | Motivo          | Data                    | Pos.          | Sucessor          | Ref.          |
| ----------------- | ---------------- | --------------- | ----------------------- | ------------- | ----------------- | ------------- |
| Bayer Leverkusen  | Tayfun Korkut    | Fim do contrato | 13 de maio de 2017      | Pré-temporada | Heiko Herrlich    | [ 4 ] [ 5 ]   |
| Mainz 05          | Martin Schmidt   | Demitido        | 22 de maio de 2017      | Pré-temporada | Sandro Schwarz    | [ 6 ]         |
| Borussia Dortmund | Thomas Tuchel    | Demitido        | 30 de maio de 2017      | Pré-temporada | Peter Bosz        | [ 7 ] [ 8 ]   |
| Schalke 04        | Markus Weinzierl | Demitido        | 9 de junho de 2017      | Pré-temporada | Domenico Tedesco  | [ 9 ]         |
| Wolfsburg         | Andries Jonker   | Demitido        | 18 de setembro de 2017  | 14º           | Martin Schmidt    | [ 10 ]        |
| Bayern de Munique | Carlo Ancelotti  | Demitido        | 28 de setembro de 2017  | 3º            | Jupp Heynckes     | [ 11 ] [ 12 ] |
| Werder Bremen     | Alexander Nouri  | Demitido        | 30 de outubro de 2017   | 17º           | Florian Kohfeldt  | [ 13 ] [ 14 ] |
| Köln              | Peter Stöger     | Demitido        | 3 de dezembro de 2017   | 18º           | Stefan Ruthenbeck | [ 15 ]        |
| Borussia Dortmund | Peter Bosz       | Demitido        | 10 de dezembro de 2017  | 7º            | Peter Stöger      | [ 16 ]        |
| Hamburgo          | Markus Gisdol    | Demitido        | 21 de janeiro de 2018   | 17º           | Bernd Hollerbach  | [ 17 ] [ 18 ] |
| Stuttgart         | Hannes Wolf      | Demitido        | 28 de janeiro de 2018   | 15º           | Tayfun Korkut     | [ 19 ] [ 20 ] |
| VfL Wolfsburg     | Martin Schmidt   | Resignado       | 19 de fevereiro de 2018 | 14º           | Bruno Labbadia    | [ 21 ] [ 22 ] |
| Hamburgo          | Bernd Hollerbach | Demitido        | 12 de março de 2018     | 17º           | Christian Titz    | [ 23 ]        |

## Equipes porLänder
| Região                     | N.º | Equipes                                                                          |
| -------------------------- | --- | -------------------------------------------------------------------------------- |
| Renânia do Norte-Vestfália | 5   | Bayer Leverkusen, Borussia Dortmund, Borussia Mönchengladbach, Köln e Schalke 04 |
| Baden-Württemberg          | 3   | Hoffenheim, Freiburg e Stuttgart                                                 |
| Baviera                    | 2   | Augsburg e Bayern de Munique                                                     |
| Baixa Saxônia              | 2   | Hannover 96 e Wolfsburg                                                          |
| Berlim                     | 1   | Hertha Berlim                                                                    |
| Bremen                     | 1   | Werder Bremen                                                                    |
| Hamburgo                   | 1   | Hamburgo                                                                         |
| Hesse                      | 1   | Eintracht Frankfurt                                                              |
| Renânia-Palatinado         | 1   | Mainz 05                                                                         |
| Saxônia                    | 1   | RB Leipzig                                                                       |

## Classificação
Atualizado em 12 de maio de 2018
| Pos | Equipes                  | Pts | J  | V  | E  | D  | GM | GS | SG  | Classificação ou rebaixamento                          |
| --- | ------------------------ | --- | -- | -- | -- | -- | -- | -- | --- | ------------------------------------------------------ |
| 1   | Bayern de Munique        | 84  | 34 | 27 | 3  | 4  | 92 | 28 | +64 | Fase de Grupos da Liga dos Campeões da UEFA de 2018–19 |
| 2   | Schalke 04               | 63  | 34 | 18 | 9  | 7  | 53 | 37 | +16 | Fase de Grupos da Liga dos Campeões da UEFA de 2018–19 |
| 3   | Hoffenheim               | 55  | 34 | 15 | 10 | 9  | 66 | 48 | +18 | Fase de Grupos da Liga dos Campeões da UEFA de 2018–19 |
| 4   | Borussia Dortmund        | 55  | 34 | 15 | 10 | 9  | 64 | 47 | +17 | Fase de Grupos da Liga dos Campeões da UEFA de 2018–19 |
| 5   | Bayer Leverkusen         | 55  | 34 | 15 | 10 | 9  | 58 | 44 | +14 | Fase de Grupos da Liga Europa da UEFA de 2018–19       |
| 6   | RB Leipzig               | 53  | 34 | 15 | 8  | 11 | 57 | 53 | +4  | Play-offs da Liga Europa da UEFA de 2018–19            |
| 7   | Stuttgart                | 51  | 34 | 15 | 6  | 13 | 36 | 36 | 0   |                                                        |
| 8   | Eintracht Frankfurt      | 49  | 34 | 14 | 7  | 13 | 45 | 45 | 0   | Fase de Grupos da Liga Europa da UEFA de 2018–19[a]    |
| 9   | Borussia Mönchengladbach | 47  | 34 | 13 | 8  | 13 | 47 | 52 | –5  |                                                        |
| 10  | Hertha Berlim            | 43  | 34 | 10 | 13 | 11 | 43 | 46 | –3  |                                                        |
| 11  | Werder Bremen            | 42  | 34 | 10 | 12 | 12 | 37 | 40 | –3  |                                                        |
| 12  | Augsburg                 | 41  | 34 | 10 | 11 | 13 | 43 | 46 | –3  |                                                        |
| 13  | Hannover 96              | 39  | 34 | 10 | 9  | 15 | 44 | 54 | –10 |                                                        |
| 14  | Mainz 05                 | 36  | 34 | 9  | 9  | 16 | 38 | 52 | –14 |                                                        |
| 15  | Freiburg                 | 36  | 34 | 8  | 12 | 14 | 32 | 56 | –24 |                                                        |
| 16  | Wolfsburg                | 33  | 34 | 6  | 15 | 13 | 36 | 48 | –12 | Play-off do Rebaixamento                               |
| 17  | Hamburgo                 | 31  | 34 | 8  | 7  | 19 | 29 | 53 | –24 | Zona de rebaixamento à 2. Bundesliga de 2018–19        |
| 18  | Köln                     | 22  | 34 | 5  | 7  | 22 | 35 | 70 | –35 | Zona de rebaixamento à 2. Bundesliga de 2018–19        |

- a ^  O Eintracht Frankfurt se classificou para a fase de grupos da Liga Europa da UEFA de 2018–19 por ter vencido a Copa da Alemanha de Futebol de 2017–18.

## Confrontos
|                          | AUG | LEV | BAY | BVB | BMG | EIN | FRE | HSV | HAN | HER | HOF | KÖL | MAI | LEI | SCH | STU | WER | WOL |
| ------------------------ | --- | --- | --- | --- | --- | --- | --- | --- | --- | --- | --- | --- | --- | --- | --- | --- | --- | --- |
| Augsburg                 | —   | 1–1 | 1–4 | 1–2 | 2–2 | 3–0 | 3–3 | 1–0 | 1–2 | 1–1 | 0–2 | 3–0 | 2–0 | 1–0 | 1–2 | 0–1 | 1–3 | 2–1 |
| Bayer Leverkusen         | 0–0 | —   | 1–3 | 1–1 | 2–0 | 4–1 | 4–0 | 3–0 | 3–2 | 0–2 | 2–2 | 2–1 | 2–0 | 2–2 | 0–2 | 0–1 | 1–0 | 2–2 |
| Bayern de Munique        | 3–0 | 3–1 | —   | 6–0 | 5–1 | 4–1 | 5–0 | 6–0 | 3–1 | 0–0 | 5–2 | 1–0 | 4–0 | 2–0 | 2–1 | 1–4 | 4–2 | 2–2 |
| Borussia Dortmund        | 1–1 | 4–0 | 1–3 | —   | 6–1 | 3–2 | 2–2 | 2–0 | 1–0 | 2–0 | 2–1 | 5–0 | 1–2 | 2–3 | 4–4 | 3–0 | 1–2 | 0–0 |
| Borussia Mönchengladbach | 2–0 | 1–5 | 2–1 | 0–1 | —   | 0–1 | 3–1 | 3–1 | 2–1 | 2–1 | 3–3 | 1–0 | 1–1 | 0–1 | 1–1 | 2–0 | 2–2 | 3–0 |
| Eintracht Frankfurt      | 1–2 | 0–1 | 0–1 | 2–2 | 2–0 | —   | 1–1 | 3–0 | 1–0 | 0–3 | 1–1 | 4–2 | 3–0 | 2–1 | 2–2 | 2–1 | 2–1 | 0–1 |
| Freiburg                 | 2–0 | 0–0 | 0–4 | 0–0 | 1–0 | 0–0 | —   | 0–0 | 1–1 | 1–1 | 3–2 | 3–2 | 2–1 | 2–1 | 0–1 | 1–2 | 1–0 | 0–2 |
| Hamburgo                 | 1–0 | 1–2 | 0–1 | 0–3 | 2–1 | 1–2 | 1–0 | —   | 1–1 | 1–2 | 3–0 | 0–2 | 0–0 | 0–2 | 3–2 | 3–1 | 0–0 | 0–0 |
| Hannover 96              | 1–3 | 4–4 | 0–3 | 4–2 | 0–1 | 1–2 | 2–1 | 2–0 | —   | 3–1 | 2–0 | 0–0 | 3–2 | 2–3 | 1–0 | 1–1 | 2–1 | 0–1 |
| Hertha Berlin            | 2–2 | 2–1 | 2–2 | 1–1 | 2–4 | 1–2 | 0–0 | 2–1 | 3–1 | —   | 1–1 | 2–1 | 0–2 | 2–6 | 0–2 | 2–0 | 1–1 | 0–0 |
| Hoffenheim               | 2–2 | 1–4 | 2–0 | 3–1 | 1–3 | 1–1 | 1–1 | 2–0 | 3–1 | 1–1 | —   | 6–0 | 4–2 | 4–0 | 2–0 | 1–0 | 1–0 | 3–0 |
| Köln                     | 1–1 | 2–0 | 1–3 | 2–3 | 2–1 | 0–1 | 3–4 | 1–3 | 1–1 | 0–2 | 0–3 | —   | 1–1 | 1–2 | 2–2 | 2–3 | 0–0 | 1–0 |
| Mainz 05                 | 1–3 | 3–1 | 0–2 | 0–2 | 0–0 | 1–1 | 2–0 | 3–2 | 0–1 | 1–0 | 2–3 | 1–0 | —   | 3–0 | 0–1 | 3–2 | 1–2 | 1–1 |
| RB Leipzig               | 2–0 | 1–4 | 2–1 | 1–1 | 2–2 | 2–1 | 4–1 | 1–1 | 2–1 | 2–3 | 2–5 | 1–2 | 2–2 | —   | 3–1 | 1–0 | 2–0 | 4–1 |
| Schalke 04               | 3–2 | 1–1 | 0–3 | 2–0 | 1–1 | 1–0 | 2–0 | 2–0 | 1–1 | 1–0 | 2–1 | 2–2 | 2–0 | 2–0 | —   | 3–1 | 1–2 | 1–1 |
| Stuttgart                | 0–0 | 0–2 | 0–1 | 2–1 | 1–0 | 1–0 | 3–0 | 1–1 | 1–1 | 1–0 | 2–0 | 2–1 | 1–0 | 0–0 | 0–2 | —   | 2–0 | 1–0 |
| Werder Bremen            | 0–3 | 0–0 | 0–2 | 1–1 | 0–2 | 2–1 | 0–0 | 1–0 | 4–0 | 0–0 | 3–2 | 3–1 | 2–2 | 1–1 | 1–2 | 1–0 | —   | 3–1 |
| Wolfsburg                | 0–0 | 1–2 | 1–2 | 0–3 | 3–0 | 1–3 | 3–1 | 1–3 | 1–1 | 3–3 | 1–1 | 4–1 | 1–1 | 1–1 | 0–1 | 1–1 | 1–1 | —   |

| Vitória do mandante; Vitória do visitante; Empate. | Em negrito os jogos "clássicos". |

## Play-off do rebaixamento

### Jogo de ida
| 17 de maio de 2018 | Wolfsburg                           | 3 – 1     | Holstein Kiel | Volkswagen Arena, Wolfsburg            |
| 20:30 (UTC+2)      | Origi 13' · Brekalo 40' · Mallı 56' | Relatório | 34' Schindler | Público: 28 800 Árbitro: Deniz Aytekin |

### Jogo de volta
| 21 de maio de 2018 | Holstein Kiel | 0 – 1     | Wolfsburg  | Holstein-Stadion, Kiel                  |
| 20:30 (UTC+2)      |               | Relatório | 75' Knoche | Público: 12 000 Árbitro: Daniel Siebert |

Wolfsburg venceu o play-off por 4–1 no placar agregado e permaneceu na Bundesliga.

## Desempenho
Clubes que lideraram o campeonato ao final de cada rodada:
| 1   | 2   | 3   | 4   | 5   | 6   | 7   | 8   | 9   | 10  | 11  | 12  | 13  | 14  | 15  | 16  | 17  | 18  | 19  | 20  | 21  | 22  | 23  | 24  | 25  | 26  | 27  | 28  | 29  | 30  | 31  | 32  | 33  | 34  |
| BVB | BVB | BVB | BVB | BVB | BVB | BVB | BVB | BVB | BAY | BAY | BAY | BAY | BAY | BAY | BAY | BAY | BAY | BAY | BAY | BAY | BAY | BAY | BAY | BAY | BAY | BAY | BAY | BAY | BAY | BAY | BAY | BAY | BAY |

Clubes que ficaram na última posição do campeonato ao final de cada rodada:
| 1   | 2   | 3   | 4   | 5   | 6   | 7   | 8   | 9   | 10  | 11  | 12  | 13  | 14  | 15  | 16  | 17  | 18  | 19  | 20  | 21  | 22  | 23  | 24  | 25  | 26  | 27  | 28  | 29  | 30  | 31  | 32  | 33  | 34  |
| WOL | WER | KÖL | KÖL | KÖL | KÖL | KÖL | KÖL | KÖL | KÖL | KÖL | KÖL | KÖL | KÖL | KÖL | KÖL | KÖL | KÖL | KÖL | KÖL | KÖL | KÖL | KÖL | KÖL | KÖL | KÖL | HSV | HSV | KÖL | KÖL | KÖL | KÖL | KÖL | KÖL |

## Estatísticas

### Artilheiros
Atualizado em 12 de maio de 2018
| Pos. | Jogador                   | Equipe                         | Gols |
| ---- | ------------------------- | ------------------------------ | ---- |
| 1    | Robert Lewandowski        | Bayern de Munique              | 29   |
| 2    | Nils Petersen             | Freiburg                       | 15   |
| 3    | Niclas Füllkrug           | Hannover 96                    | 14   |
| 3    | Kevin Volland             | Bayer Leverkusen               | 14   |
| 3    | Mark Uth                  | Hoffenheim                     | 14   |
| 6    | Pierre-Emerick Aubameyang | Borussia Dortmund              | 13   |
| 6    | Michael Gregoritsch       | Augsburg                       | 13   |
| 6    | Andrej Kramarić           | Hoffenheim                     | 13   |
| 6    | Timo Werner               | RB Leipzig                     | 13   |
| 10   | Alfreð Finnbogason        | Augsburg                       | 12   |
| 10   | Salomon Kalou             | Hertha Berlim                  | 12   |
| 10   | Sandro Wagner             | Bayern de Munique / Hoffenheim | 12   |

### Assistências
Atualizado em 12 de maio de 2018
| Pos. | Jogador             | Equipe              | Assists. |
| ---- | ------------------- | ------------------- | -------- |
| 1    | Thomas Müller       | Bayern de Munique   | 14       |
| 2    | Philipp Max         | Augsburg            | 12       |
| 3    | James Rodríguez     | Bayern de Munique   | 11       |
| 4    | Daniel Caligiuri    | Schalke 04          | 10       |
| 4    | Joshua Kimmich      | Bayern de Munique   | 10       |
| 6    | Kai Havertz         | Bayer Leverkusen    | 8        |
| 6    | Mark Uth            | Hoffenheim          | 8        |
| 6    | Marius Wolf         | Eintracht Frankfurt | 8        |
| 9    | Caiuby              | Augsburg            | 7        |
| 9    | Marvin Plattenhardt | Hertha Berlim       | 7        |
| 9    | Timo Werner         | RB Leipzig          | 7        |

### Hat-tricks
Atualizado em 12 de maio de 2018
| Jogador                   | Para              | Contra                   | Resultado | Data                   | Ref.   |
| ------------------------- | ----------------- | ------------------------ | --------- | ---------------------- | ------ |
| Alfreð Finnbogason        | Augsburg          | Köln                     | 3–0       | 9 de setembro de 2017  | [ 26 ] |
| Pierre-Emerick Aubameyang | Borussia Dortmund | Borussia Mönchengladbach | 6–1       | 23 de setembro de 2017 | [ 27 ] |
| Max Kruse                 | Werder Bremen     | Hannover 96              | 4–0       | 19 de novembro de 2017 | [ 28 ] |
| Nils Petersen             | Freiburg          | Köln                     | 4–3       | 10 de dezembro de 2017 | [ 29 ] |
| Alfreð Finnbogason        | Augsburg          | Freiburg                 | 3–3       | 16 de dezembro de 2017 | [ 30 ] |
| Niclas Füllkrug           | Hannover 96       | Mainz 05                 | 3–2       | 13 de janeiro de 2018  | [ 31 ] |
| Robert Lewandowski        | Bayern de Munique | Hamburgo                 | 6–0       | 10 de março de 2018    | [ 32 ] |
| Robert Lewandowski        | Bayern de Munique | Borussia Dortmund        | 6–0       | 31 de março de 2018    | [ 33 ] |
| Kevin Volland             | Bayer Leverkusen  | Eintracht Frankfurt      | 4–1       | 14 de abril de 2018    | [ 34 ] |
| Andrej Kramarić           | Hoffenheim        | Hannover 96              | 3–1       | 27 de abril de 2018    | [ 35 ] |